# Ankilizato (Atsimo-Andrefana)
Ankilizato is een plaats en commune in het zuiden van Madagaskar, behorend tot het district Ampanihy, dat gelegen is in de regio Atsimo-Andrefana. Tijdens een volkstelling in 2001 telde de plaats 6.847 inwoners.
De plaats biedt alleen lager onderwijs aan. 75% van de bevolking werkt als landbouwer en 24% houdt zich bezig met veeteelt. De belangrijkste landbouwproducten zijn mais en pinda's; een ander belangrijk product is maniok. Verder is 1% actief in de dienstensector.